# ویلیام تریتل
ویلیام تریتل (هلندی: William Trytel؛ ۱۷ نوامبر ۱۸۹۴ – ۱۹۶۴) آهنگساز و موسیقی‌دان اهل پادشاهی هلند بود.
از فیلم‌هایی که وی در آن‌ها نقش داشته‌است، می‌توان به خیال مرا از سر بیرون کن، بابات کیه؟ و آخرین سفر اشاره نمود.